# Wrestling Isn't Wrestling
Wrestling Isn't Wrestling (Il wrestling non è wrestling) è un cortometraggio del 2015 scritto, diretto e interpretato da Max Landis.

## Trama
(Max Landis)
Il cortometraggio ha lo scopo di comprendere le dinamiche del wrestling e del perché venga definito "finto" seguendo in particolare l'evoluzione del personaggio di Triple H.

## Interpreti e camei
Gran parte dei wrestler citati è interpretata da attori del sesso opposto. Nel cortometraggio compaiono inoltre diversi volti noti come i wrestler Bill Goldberg, Colt Cabana, John Morrison e Chris Hero, l'ex annunciatore della WWE Justin Roberts e gli attori Macaulay Culkin, Seth Green, David Arquette, Haley Joel Osment, Josh Peck, Sam Witwer e Chris Bauer.